# Gotthold Eisenstein
Ferdinand Gotthold Max Eisenstein (16. dubna 1823, Berlín – 11. října 1852, Berlín) byl německý (pruský) matematik židovského původu. Přispěl zejména k teorii čísel a matematické analýze.

## Život
Jeho rodina ještě před jeho narozením konvertovala od judaismu k protestantismu. Měl šest sourozenců, ale všechny zahubil zápal mozkových blan – on jediný tuto nemoc v dětství přežil. Odmala projevoval matematický a hudební talent (od raného dětství se věnoval hře na klavír).
Studoval na Gymnáziu Friedricha Wilhelma, později na Gymnáziu Friedricha Werdera v Berlíně. Již na gymnáziu se věnoval problematice diferenciálního počtu. Roku 1843 začal studovat na Univerzitě Friedricha Wilhelma v Berlíně (dnes Humboldtova univerzita). Již během prvních let studia publikoval 25 článků v matematickém časopise Augusta Leopolda Crella (např. o kvadratické, bikvadratické a kubické reciprocitě). Crell byl z nadaného studenta nadšený a představil ho Alexanderu von Humboldtovi. Ten se stal Eisensteinovým učitelem a podporovatelem, zajistil mu u pruské vlády několik stipendií, bez nichž by extrémně chudý Eisenstein sotva mohl dostudovat. Seznámil ho rovněž s Karlem Friedrichem Gaussem (roku 1844).
Po skončení studií začal Eisenstein na berlínské univerzitě ihned učit a roku 1847 zde byl jmenován profesorem matematiky. Roku 1848 byl – byť na pouhý jeden den – uvězněn za podíl na revolučních událostech, jež toho roku zmítaly Berlínem. Ač šlo spíše o přehmat, neboť Eisenstein nebyl příliš politicky angažovaný (byť byl v zásadě republikánem), poznamenalo to jeho zdraví a přišel kvůli incidentu o státní stipendium, navzdory Humboldtovým protestům. Přesto právě v té době vytvořil důležité práce o prvočíslech.
Jeho finanční situace se zlepšila teprve tehdy, když byl roku 1851 na Gaussovu přímluvu zvolen členem akademie věd v Göttingenu. Rok poté byl zvolen rovněž členem Pruské akademie věd a umění. Krátce na to však zemřel na tuberkulózu, v 29 letech. V čele pohřebního průvodu šel 83letý Humboldt, učitel, který přežil svého žáka.

## Ohlas
Historik matematiky Eric Temple Bell rozšířil pověst, že Gauss pronesl větu "Existovali jen tři matematici, kteří tvořili dějiny: Archimedes, Newton a Eisenstein" ("Es habe nur drei epochebildende Mathematiker gegeben: Archimed, Newton, Eisenstein"). Nejspíše ji však takto nikdy nevyslovil, pochází patrně od Moritze Cantora, Eisensteinova žáka.